# Académie Deira FC
Der Académie Deira Football Club, auch als Académie Deira bekannt, ist ein burundischer Fußballverein mit Sitz in der Stadt Bujumbura. Aktuell, Stand Oktober 2024, spielt der Verein in der ersten Liga, der Ligue A.

## Erfolge
- Ligue B (Gruppe A): 2023/24  ▲

## Stadion
Der Verein trägt seine Heimspiele im Stade Urunani in Cibitoke aus. Das Stadion hat ein Fassungsvermögen von 7000 Personen.